# Az öreg bánya titka (televíziós sorozat)
Az öreg bánya titka Berkes Péter A bánya réme (1969) című regényéből készített 1973-ban bemutatott magyar, fekete-fehér ifjúsági kalandfilm-sorozat. A sorozat 5 részből áll, egyenként kb. 30 perces epizódokkal.

## Rövid történet
Gyerekek megtalálják a régi, már nem használt bánya elfelejtett bejáratát, és elhatározzák, hogy felderítik.

## Cselekmény
A történet egy magyar bányászfaluban, Óbányán játszódik, ami az országhatártól mindössze 1 km-re helyezkedik el. A falutól 2 km-re van egy bányató, ahova a fiúknak tilos menniük.
- 1. rész:

Egy különösen heves éjszakai vihar és esőzés után egy helyen megnyílik a föld és egy bányajárat tűnik föl benne. A bejáratot a faluban lakó fiúk fedezik fel. Már ekkor megjelenik Gasch Lipót (Bánhidi László), aki idegesen viselkedik és elzavarja a fiúkat. Azt lehet hinni, hogy a biztonságuk miatt aggódik, mert a betörő vízre, az omlásra, a szivárgó és felrobbanó gázra hívja fel a figyelmüket. Talán igaza is van, mert Lacó és Pöcök elhatározzák, hogy felderítik a bányát. Egy-egy elemlámpával felszerelkezve nekivágnak a járatoknak, hamarosan azonban utoléri őket Gasch Lipót és újfent elzavarja őket. Hogy a fenyegetésének nyomatékot adjon, a helyi határőrséget is kihívja. Pirosfej tizedes (Kern András) és két embere robbanóanyagot helyeznek el az újonnan keletkezett bejáratnál és berobbantják a lyukat. (közvetlenül előtte Lacó azt hiszi, hogy Kisvacak lement a lyukba, de kiderül, hogy csak egy közeli fára mászott fel).
- 2. rész:

A fiúk elhatározzák, hogy a bejárat elzárásért bosszúból Gasch Lipót háza előtt robbantanak egy házi készítésű vegyületet (amit Pöcök készített és egy babahintőporos dobozba rakott). A doboznak robbannia kellene, ha ütés éri. Ekkor Irma, Gasch Lipót unokahúga tűnik fel egy Skoda kombi autóval, és véletlenül az autó egyik kereke ráhajt a „robbanótöltet”-re, az azonban nem robban fel. Az autóból négy nagy bőröndöt visznek be Gasch Lipót házába. Lipót elmondja Irmának, hogy a vihar nagy kárt okozott neki. A gyerekek megbeszélik, hogy délután találkoznak a tónál. A Kenguru ikrek megtalálják a kilapított dobozt, amit elhajítanak és az földet érve felrobban. Pecázás közben megállapítják, hogy a Lipótot ért „viharkár” (mivel csak egy épülete van, és azon nem látszik károsodás) és a négy bőrönd gyanús, amit ki kell  nyomozni. Elhatározzák, hogy felváltva figyelni fogják a házat. Lacóéknál otthon a szülők arról beszélgetnek, hogy két-három hétre egy rokongyerek fog hozzájuk érkezni Budapestről, Tivadar.
- 3. rész:

Lacó szándékosan nem megy ki a rokongyerek elé a buszmegállóhoz, mert attól fél, hogy a nehéz bőröndjét neki kellene cipelnie. A Budapestről érkező buszról Tivadar valóban egy nagy bőrönddel és egy hátizsákkal száll le. Tivadar a bőröndjén ülve várakozik, és amikor Irma arra megy az autójával, Tivadar lestoppolja. Irma elviszi a fiút Barát Laciék házához, ahova kérte. Miután lepakolják a fiú holmiját, Irma egy helybéli gyerek útbaigazítása alapján elviszi Tivadart oda, ahol a többi gyerek tartózkodik. Tivadar az előzetes várakozásokkal ellentétben (túlzott tisztaság és rendszeretet) lazára veszi a figurát, és a fiúktól a házi szabályok felől érdeklődik. Kiderül, hogy a szülők csak este 6 óra felé érnek haza, tehát a gyerekek egész nap azt csinálnak, amit akarnak. Tivadart hamar beavatják a Gasch Lipót körüli titkok feltárásába. Majd körbekérdezik a falusiakat, hogy mit tudnak „Lipi bácsiról”, akiről nekik „dolgozatot kell írniuk”. Mindenhol némi információmorzsához jutnak Gasch Lipóttal kapcsolatban és mindenhol étellel kínálják őket, amiből egy idő után elegük lesz. Ezalatt Pöcök otthon egy rádió javításával foglalkozik, majd Tivadar ötletét megfogadva a bánya fémtornyára mászik fel (a belépést tábla tiltja). Amikor a binokulárjával körbepásztázza a környéket, észreveszi, hogy Gasch Lipót udvarában ott van az unokahúga az autójával, és mellettük még egy ismeretlen férfi, overallban és bányászsapkában.
- 4. rész:

Amikor Pöcök erről beszámol Lacónak és Tivadarnak, azok értetlenkedve fogadják a hírt. Pöcök másodszor is felmászik a toronyba, és azzal jön vissza, hogy az udvarban senkit nem lehet látni. A fiúk, felhasználva, hogy Tivadar „városi fiú”, és iskolai feladatot teljesít, megpróbálnak Gasch Lipót udvarába bejutni, az öreg azonban elküldi őket. Ekkor Pirosfej tizedeshez fordulnak, akinek jelentik az ismeretlen férfi fel- majd eltűnését. Pirosfej tizedes beviszi magával Tivadart, mondván, hogy a fiúnak dolgozatot kell írnia, de csak a pajtában sikerül összeszedniük pár ócska holmit, idegent nem látnak sehol. Pirosfej tizedes csalódottan távozik. Másnap a torony tetején csillogást látnak, majd rájönnek, hogy azok Morse-jelek, és Gerlinda megfejti a jelentésüket: SOS. A toronyban Pöcököt találják. Pöcök elmondja nekik, hogy amikor a néni (=Irma) elment az autóval, Gasch Lipót és az idegen lementek a kerekeskútba.
- 5. rész:

A Lacó és Tivadar elemlámpával felszerelve leereszkednek Gasch Lipót kerekeskútjába, Pöcöknek az a feladata, hogy ha húsz perc múlva nem érnek vissza, akkor „intézkedjen”. A bányában a fiúk Gasch Lipótot és az idegent látják, amint italokat pakolnak és a csempészésről beszélgetnek. A fiúk óvatlanságukban zajt csapnak, az idegen utánuk megy és megtalálja a hátrahagyott lámpájukat, majd őket magukat is. Eközben Pirosfej tizedes Irma autóját ellenőrzi az országúton, de az autóban nincs semmi tiltott dolog. Pöcök nagyon nyugtalanná válik, mert a fiúk túl sokáig vannak lent, és elmegy. Gerlinda és Kisvacak a fiúkat keresi, a Kenguru ikreket megfigyelésre hátrahagyja. Gasch Lipót és az idegen fogva tartják a két fiút, azon tanakodnak, hogy magukkal vigyék-e őket a határon túlra, vagy engedjék-e el őket. Pöcök visszatér hozzájuk, és a hangosbeszélője segítségével azt a látszatot kelti a két férfiban, hogy ő is egy felnőtt és fegyvere van. Megpróbálja elérni, hogy azok elengedjék a fiúkat.
A két Kenguru iker összeszólalkozik és birkózni kezdenek, aminek Pirosfej tizedes vet véget. A fiúk elmondják neki, hogy már reggel óta várnak a többiekre, és hogy Lacó és Tivadar a toronyba mentek, ahol Pöcök várja őket. Pirosfej tizedes felmászik a toronyba és távcsövével észreveszi Irma kocsiját. A nő átmászik a kapun, majd leereszkedik a kerekes kútba. Irma leleplezi Pöcököt és mindhárman fogollyá válnak. Pirosfej tizedes azonban utánamegy, és amikor az „idegen” egy bicskával fenyegeti a fiúkat, közbelép. Mindhármukat letartóztatják, a fiúkat pedig Pirosfej tizedes nagyon megdicséri.

## Az epizódok címei
1. Amelyben megnyílik a föld és Kisvacak eltűnik (29 perc)
2. Amelyben bezárul a föld, feltűnik viszont négy bőrönd (30 perc)
3. Amelyben megjelenik Tivadar és még valaki (31 perc)
4. Amelyben semmi sem a várakozásnak megfelelően történik (32 perc)
5. Amelyben bizonyossá válik, hogy az nevet, aki utoljára nevet (27 perc)

## Szereposztás
(zárójelben azoknak a részeknek a sorszáma, amiben szerepelt)
- Losonci Gábor: Baráth Laci, Lacó (1–5.)
- Kovács Krisztián: Kisvacak, Lacó kistestvére (1–5.)
- Jelisztratov Szergej: Pöcök, az ezermester (1–5.)
- Zsibók István: Kenguru Péter (1–5.)
- Zsibók László: Kenguru Pál (1–5.)
- Kassai Tünde: Gerlinda, „Copfos”, aki gyakran kézen fogva vezeti Kisvacakot (1–5.)
- Moór Marianna: Irma, Gasch Lipót unokahúga, aki Budapestről Skoda kombi autóval jár időnként az öreghez (2., 4., 5.)
- Bánhidi László: Gasch Lipót, nyugdíjas bányász, lőmester. Van egy mátyásmadara (ami a filmben csak némán szerepel). (1–5.)
- Kern András: Gács Lajos, Pirosfej tizedes a helyi határőrségen I. határőr (1., 4., 5.)
- Vogt Károly: II. határőr
- Szegvári Menyhért: III. határőr
- Tartsay Vilmos: Tivadar (3–5.)
- Gyenge Árpád: Feri bácsi, kalauz a farmotoros Ikarus buszon, amivel Tivadar érkezik Budapestről (3.)
- Siménfalvy Sándor: Hollán nagyapó, óbányai lakos (1., 3.) - a stáblistában neve pontos 'i'-vel szerepel
- Orsolya Erzsi: Vilma néni (3.)
- Tándor Lajos: Baráth apuka (3.)
- Balogh Zsuzsa: Baráthné (3.)
- Lengyel Erzsi: 1. asszony (3.)
- Pádua Ildikó: 2. asszony (3.)
- Almási Éva: 3. asszony (3.)
- György László: Helmut Günter, az „idegen” (4., 5.)

## Készítése
- A filmet Csolnokon, a Gete-hegy lábánál meghúzódó bányászfaluban vették fel.[1] A Csolnokon is átvezető dorogi homokvasút is látható a filmben.
- Főcímzenéjét Gérard Calvi(wd) szerezte az 1964-ben bemutatott A fekete tulipán c. filmhez,[2] de a filmben többször hallható Sergio Leone Volt egyszer egy Vadnyugat című filmjének Ennio Morricone által írt betétszámai is.